# Johannes-Heidenhain-Gymnasium Traunreut
Das Johannes-Heidenhain-Gymnasium (JHG) ist ein Gymnasium in Traunreut. Im Schuljahr 2023/24 wurden 531 Schüler von 45 Lehrkräften unterrichtet.

## Ausbildungsrichtungen
Das Gymnasium hat zwei Ausbildungsrichtungen, den sprachlichen Zweig (Sprachenfolge: Englisch, Latein, Französisch) und den naturwissenschaftlich-technologischen Zweig (Sprachenfolge: Englisch, dann Latein oder Französisch, verstärkter Unterricht in den Naturwissenschaften). In Klasse 11 kann als spät beginnende Fremdsprache Italienisch gewählt werden.

## Besonderheiten
Die Schule fördert den Sport durch ein erhöhtes Angebot an Sportstunden und ein breites Wahlangebot. Mit drei Sporthallen, dem Hallenbad und den Außenanlagen in unmittelbarer Nähe ist Unterricht in zahlreichen Sportarten möglich. Sie ist außerdem Stützpunktschule Tennis.
Die Schule ist eine DELF-Schwerpunktschule und ermöglicht die Erlangung einer international anerkannten Französisch-Zertifizierung (Diplôme d’Études en langue française). Ebenso kann das CAE (Cambridge Certificate in Advanced English) erworben werden.
Die Schüler der fünften Jahrgangsstufe werden von Tutoren betreut, um ihnen den Einstieg ins Gymnasium zu erleichtern.

## Auszeichnungen
Für sein herausragendes Engagement für den Wettbewerb "Jugend forscht" wurde das Johannes-Heidenhain-Gymnasium 2014 in Paderborn mit dem "Jugend forscht"-Schulpreis ausgezeichnet. Neben der Anzahl der eingereichten Projekte wurde vor allem die Qualität der Forschungsprojekte sowie das langjährige Engagement beurteilt.

## Schüleraustausch
Ein Schüleraustausch wird mit Frankreich (Thiaucourt - Regniéville, Region Lothringen) und Italien (Castel Maggiore bei Bologna) organisiert.
2023 begann die Teilnahme am Erasmus+-Programm.

## Namensgebung
Kontakt mit der Industrie besteht insbesondere über die Dr.-Johannes-Heidenhain-GmbH, deren Firmengründer Namensgeber der Schule ist.